# 批判的人種理論
批判的人種理論（ひはんてきじんしゅりろん、英語: critical race theory）はアメリカにおいて発展した批判理論の一つ。

## 歴史
批判的人種理論はアメリカにおいて公民権運動とそれがもたらした法制度の変化にもかかわらず社会的、経済的地位の向上しないアフリカ系アメリカ人の不満を背景に1970年代後半から伝統的な法理論への問題点の指摘という形で批判的法学研究として登場した。
その後、批判的法学研究から枝分かれする形で展開され注目されるようになったのが批判的人種理論で1980年代半ばから多くの著作が公開され始め1989年にはウィスコンシン州マディソン市で批判的人種理論の立場に立つ学者たちによってコンファレンスが開かれたこなどにより批判的人種理論が法学的傾向を表すものとして姿をあらわすにいたった。

## 批判

### 2020年代の批判活動
2020年以降、保守派やその他の集団などにより、アメリカ合衆国の学校で批判的人種理論（CRT）が教えられていると主張して批判する活動が行われている。2020年のアーマウド・アーベリーとジョージ・フロイドの殺害事件、ブリオナ・テイラーの殺害事件に対する抗議活動の後、学区は「人種、経済、障害、その他の要因に起因する格差」に対処するための追加のカリキュラムを導入し、多様性・公平性・包括性（DEI）に関する役職を設けるようになった。こうした措置は、保守派、特に共和党の保守派から批判を受けた。ジョージ・メイソン大学の政治科学者のジェニファー・ビクターは、これを人種の平等と公平性の進展に対するバックラッシュのサイクルのー部であると説明している。
批判的人種理論を露骨に批判する人物には、ドナルド・トランプアメリカ合衆国大統領、保守系活動家のクリストファー・ルフォ、さまざまな共和党関係者、FOXニュースや右派系トークラジオ番組の保守系コメンテーターなどがいる。この論争から生まれた運動もあり、特に「No Left Turn in Education」運動は、批判的人種理論に関して学校の委員会を標的とする最大のグループの1つとして説明されている。公立学校では批判的人種理論が教えられているという主張への対応として、数十の州で人種、アメリカ史、政治、ジェンダーに関して学校が教えることができる内容を制限する法案が提出されてきている。